# Rebel (film)
Rebel is een Belgische film uit 2022, geregisseerd door Adil El Arbi en Bilall Fallah.

## Verhaal
Kamal, een Brusselse jongeman, trekt naar Syrië met de bedoeling daar oorlogsslachtoffers te helpen, maar hij komt bij een oorlogsmilitie terecht. Ronselaars proberen daarna ook zijn jongere broer Nassim te overtuigen om naar Syrië te reizen om hem te herenigen met zijn grote broer maar hun moeder Leila heeft er alles voor over om haar jongste zoon te beschermen.
Het verhaal is deels geïnspireerd op echte mensen die naar Syrië zijn gereisd. Zo zijn verschillende delen van een personage geïnspireerd op een persoon die de regisseurs zelf kenden. 

## Rolverdeling
| Acteur            | Personage |
| ----------------- | --------- |
| Lubna Azabal      | Leila     |
| Aboubakr Bensaihi | Kamal     |
| Amir El Arbi      | Nassim    |

## Productie
Rebel ging op 26 mei 2022 in première op het Filmfestival van Cannes buiten competitie tijdens de Midnight Screenings.